# Kiewer Hauptpostamt

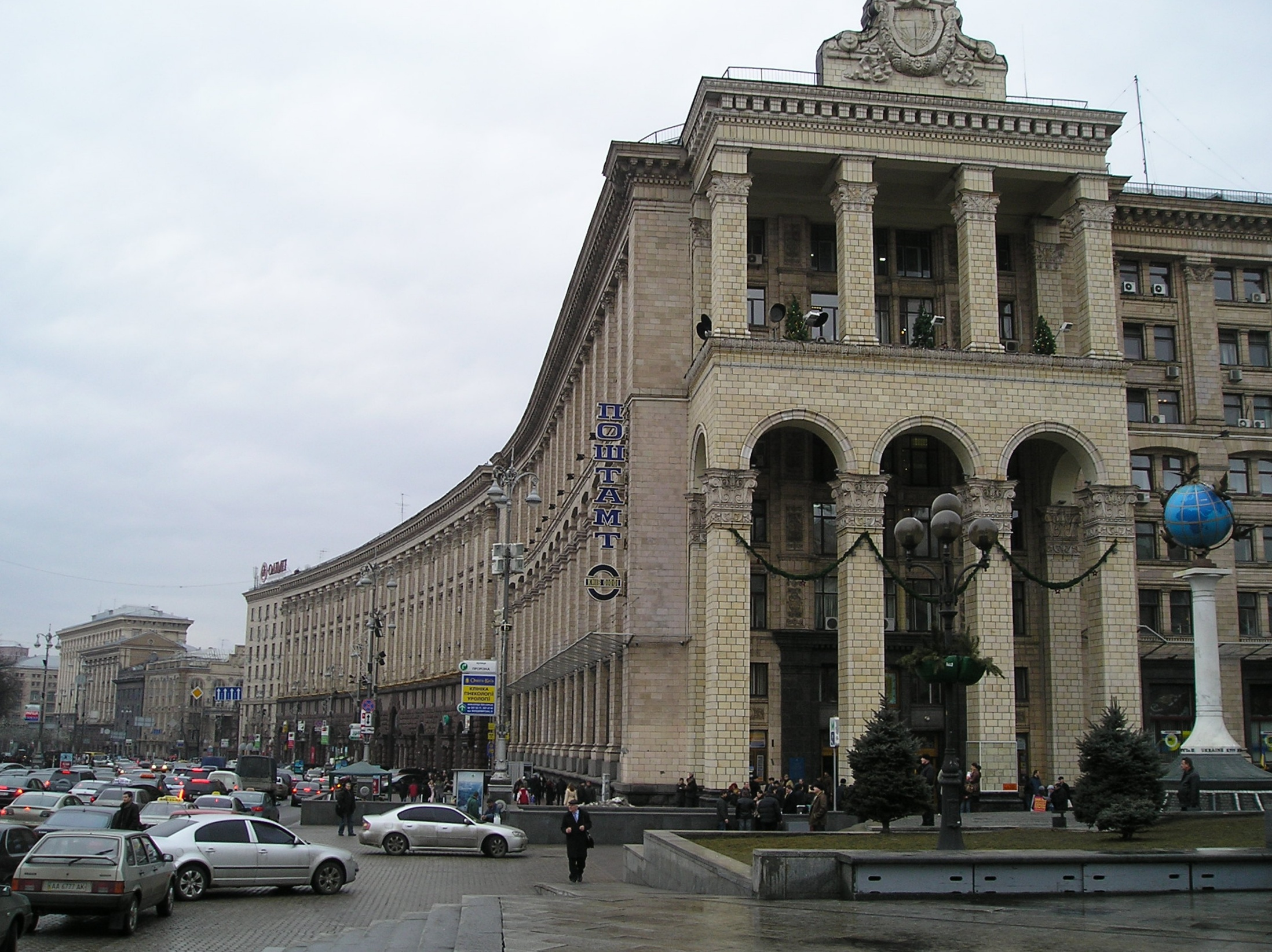
Haupteingang mit Arkade

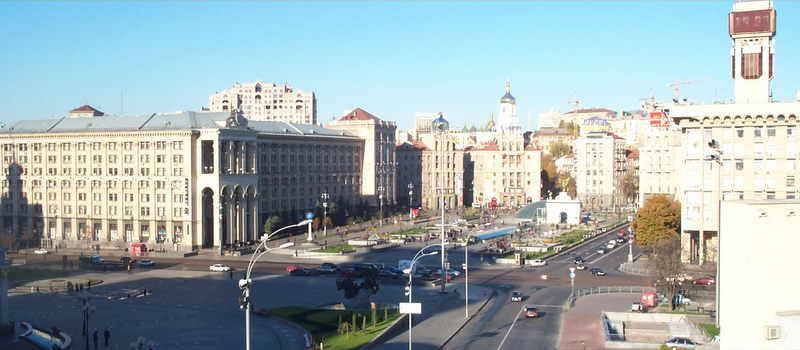
Das Hauptpostamt (links) und der Majdan Nesaleschnosti

Das Kiewer Hauptpostamt (ukrainisch Київський Головпоштамт/ Kyjiwskyj Holowposchtamt; russisch Киевский Главпочтамт/ Kijewski Glawpotschtamt) ist ein in den frühen 1950er Jahren im Stil des sozialistischen Klassizismus errichtetes Gebäude im Zentrum der ukrainischen Hauptstadt Kiew.

## Lage
Das Gebäude, in dem auch ein Postmuseum untergebracht ist, befindet sich auf dem Chreschtschatyk Nummer 22, Ecke Majdan Nesaleschnosti.

## Geschichte
An Stelle des heutigen Hauptpostamts stand ab 1797 das erste Steingebäude des Chreschtschatyk. Es war ein großes zweistöckiges Backsteingebäude mit zwei Flügeln und gehörte Onufrij Holowynskyj. Im Jahr 1849 zog dort die städtische Post ein und später wurde hier das 1941 zerstörte Grand Hotel erbaut. Es besaß 110 Zimmer, ein ausgezeichnetes Restaurant, Zimmertelefon sowie alle sonstigen Vorteile der Zeit. Die Suiten kosteten 30 Rubel pro Tag.
Das Postgebäude war das erste große Sanierungsprojekt in der Innenstadt Kiews nach dem Zweiten Weltkrieg.
Über dem Haupteingang des Gebäudes, dem eine Säulenarkade vorgebaut ist, zeigt eine Uhr die Uhrzeiten einiger Weltstädte.
Am 2. August 1989 stürzte die Säulenarkade in sich zusammen und erschlug elf Menschen, die sich auf dem Platz befanden. Da diese Tragödie eine von mehreren an dieser Stelle war, führte dies zu Spekulationen über eine übernatürliche Ursache. In den frühen 1990er Jahren wurde die Säulenarkade wieder aufgebaut.
Am 19. Februar 2014 wurde das Gebäude für einige Tage von Aktivisten des Euromaidan besetzt.